# Вермей, Герат
Герат Вермей (Geerat (Gary) J. Vermeij; род. 28 сентября 1946, Саппемер, Нидерланды) — американский эволюционный биолог и палеонтолог, палеоэколог, занимается морской экологией, специалист по раковинам.
Доктор философии (1971), заслуженный профессор Калифорнийского университета в Дейвисе, член Американской академии искусств и наук (2021). Макартуровский стипендиат (1992).
Слепой с раннего детства. Ребёнком же оказался в Нью-Джерси (его семья перебралась в США в 1955 году).
Окончил Принстон (бакалавр, 1968). Степени магистра (1970) и доктора философии по биологии и геологии (1971) получил в Йеле.
Преподавал в Мэрилендском университете в Колледж-Парке. Ныне заслуженный профессор Калифорнийского университета в Дейвисе.
Являлся редактором журналов Evolution и Paleobiology.
Женат, есть ребёнок.
Публиковался в ведущих журналах, таких как Paleobiology, Science, American Naturalist, Philosophical Transactions of the Royal Society B.
Автор более 200 публикаций, включая шесть книг.
- Biogeography and Adaptation: Patterns of Marine Life (1978)
- Evolution and Escalation: An Ecological History of Life (1987)
- A Natural History of Shells (1993)
- Privileged Hands: A Scientific Life (1996)
- Nature: An Economic History (2004)

В 2010 году выпустил свою шестую книгу The Evolutionary World: How Adaptation Explains Everything from Seashells to Civilization.

## Награды и отличия
- Медаль Даниэля Жиро Эллиота (2000)[7]
- Paleontological Society Medal[англ.] (2006)
- Addison-Emery-Verrill-Medaille[нем.] (2016)
- Fellows Medal, Калифорнийская академия наук (2017)